# Moggridgea leipoldti
Espèce
Moggridgea leipoldti est une espèce d'araignées mygalomorphes de la famille des Migidae.

## Distribution
Cette espèce est endémique du Cap-Occidental en Afrique du Sud,.

## Description
La femelle holotype mesure 18,0 mm

## Étymologie
Cette espèce est nommée en l'honneur de Christiaan Louis Leipoldt.

## Publication originale
- Purcell, 1903 : New South African spiders of the families Migidae, Ctenizidae, Barychelidae Dipluridae, and Lycosidae. Annals of the South African Museum, vol. 3, p. 69-142 (texte intégral).